# 주천면 (남원시)
주천면(朱川面)은 대한민국 전북특별자치도 남원시의 면이다.

## 지리
주천면은 전남 구례군과의 경계로 국립공원 제1호인 지리산자락에 둘러싸여 있고 만복대에서 발원한 구룡폭포, 육모정을 거친 맑은 하천이 흐르는 4계절이 항상 쾌적한 환경의 고장이다.

## 역사
- 1914년 4월 1일 하원천면(下元川面), 상원천면, 주촌면(朱村面) 등을 남원군 주천면으로 통폐합하였다. (14법정리)
- 1935년 3월 1일 노암리를 남원읍으로 편입하였다. (13법정리)
- 1983년 2월 15일 신촌리, 어현리를 남원시로 편입하였다. (11법정리)
- 1995년 1월 1일 남원시 주천면

## 법정리
- 호기리(虎基里)
- 장안리(長安里)
- 용담리(龍潭里)
- 송치리(松峙里)
- 덕치리(德峙里)
- 고기리(高基里)
- 배덕리(盃德里)
- 용궁리(龍宮里)
- 은송리(銀松里)
- 호경리(湖景里)
- 주천리(周川里)

## 교육
- 원천초등학교

## 문화재

### 보물
- 남원 용담사지 석조여래입상 - 보물 제42호

### 전라북도 유형문화재
- 남원 용담사지 칠층석탑 - 전라북도 유형문화재 제11호
- 난중잡록 : 전라북도 유형문화재 제107호, 남원향토박물관 위탁보관
- 남원 원동향약 : 전라북도 유형문화재 제146호

### 전라북도 민속문화재
- 남원 주천 석장승 - 전라북도 민속문화재 제16호

## 관광지
- 육모정
- 구룡폭포
- 지리산 둘레길
- 춘향묘

## 갤러리

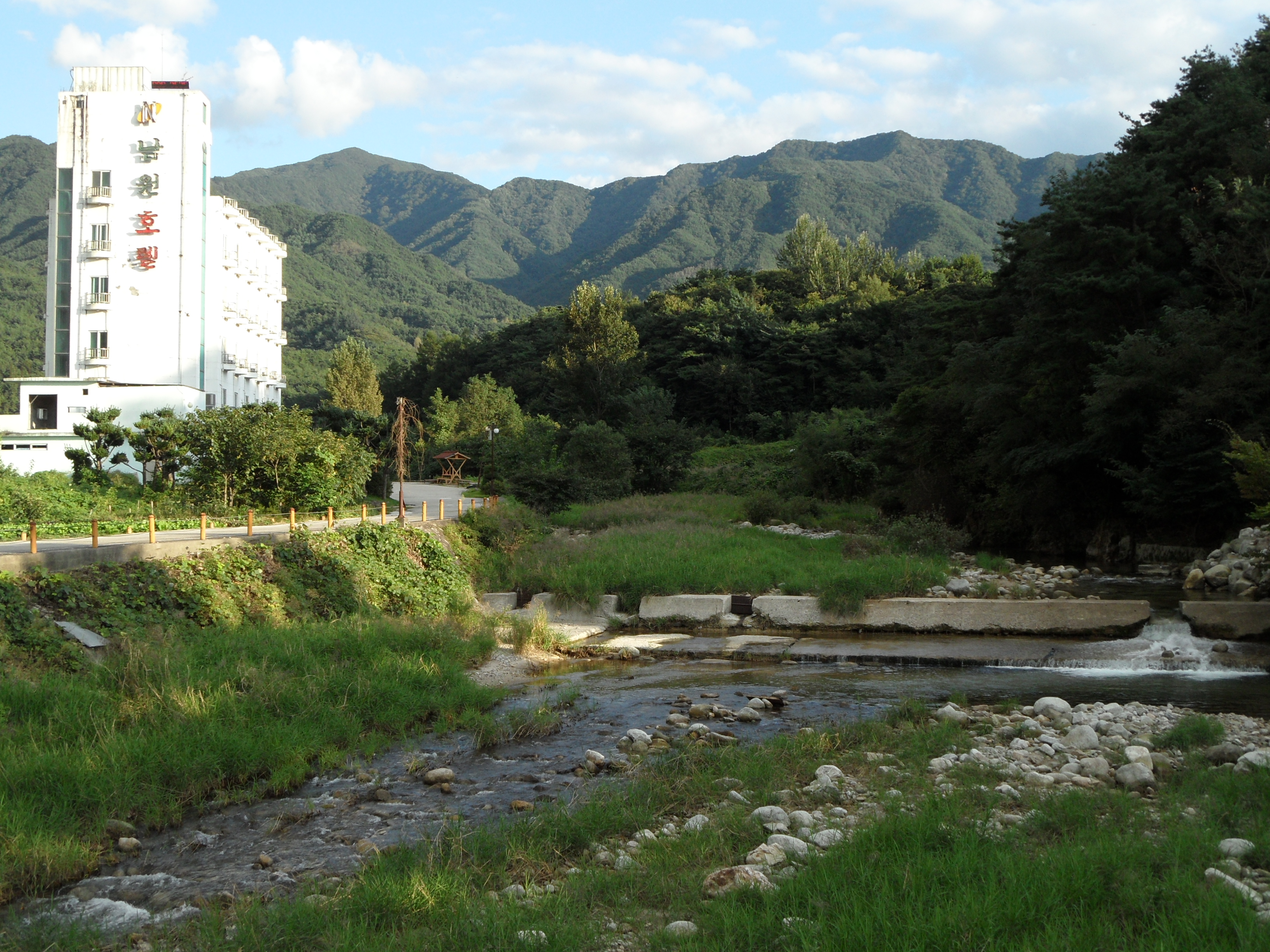
주천면 (2010년)
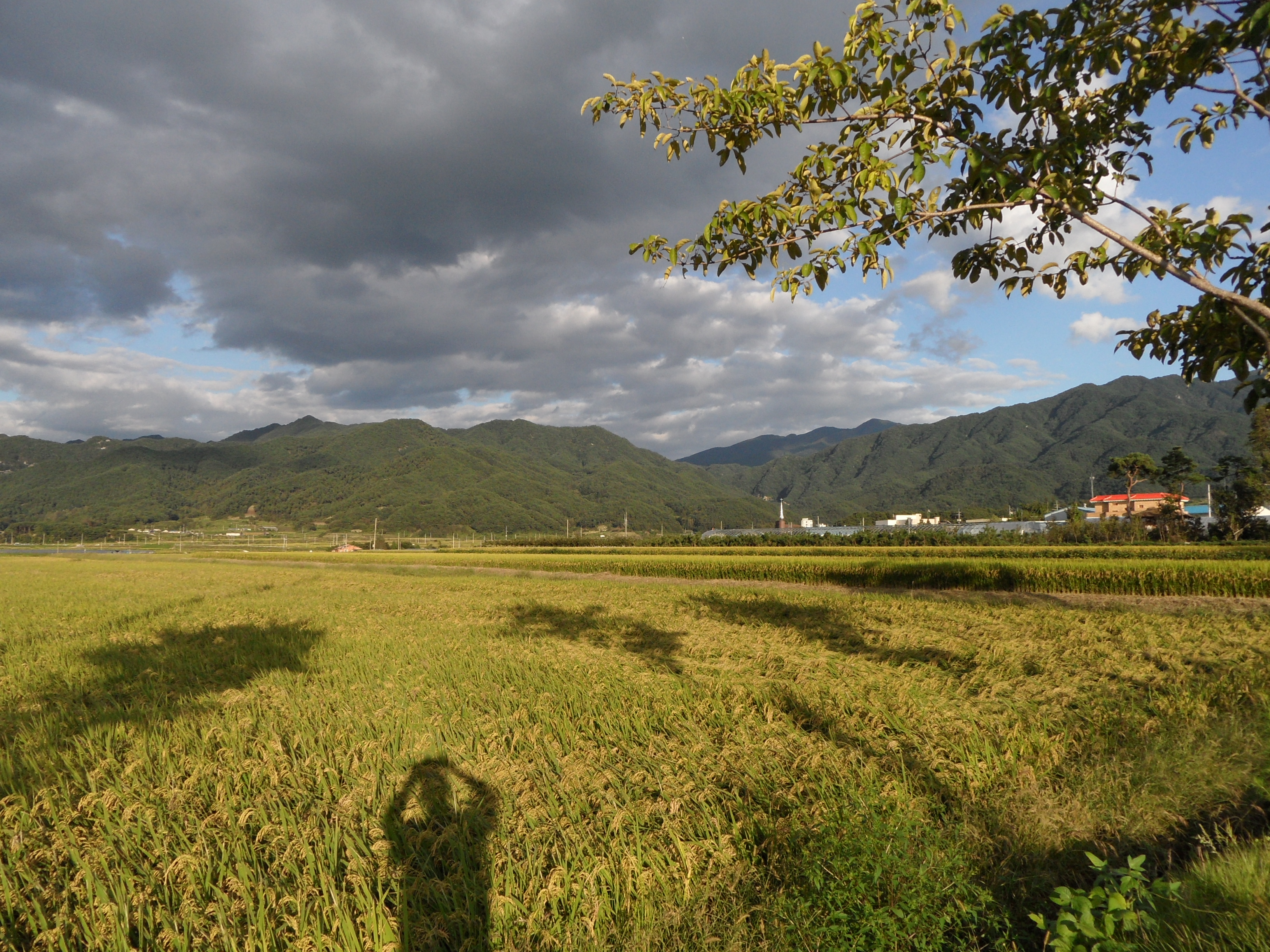
주천면 (2010년)
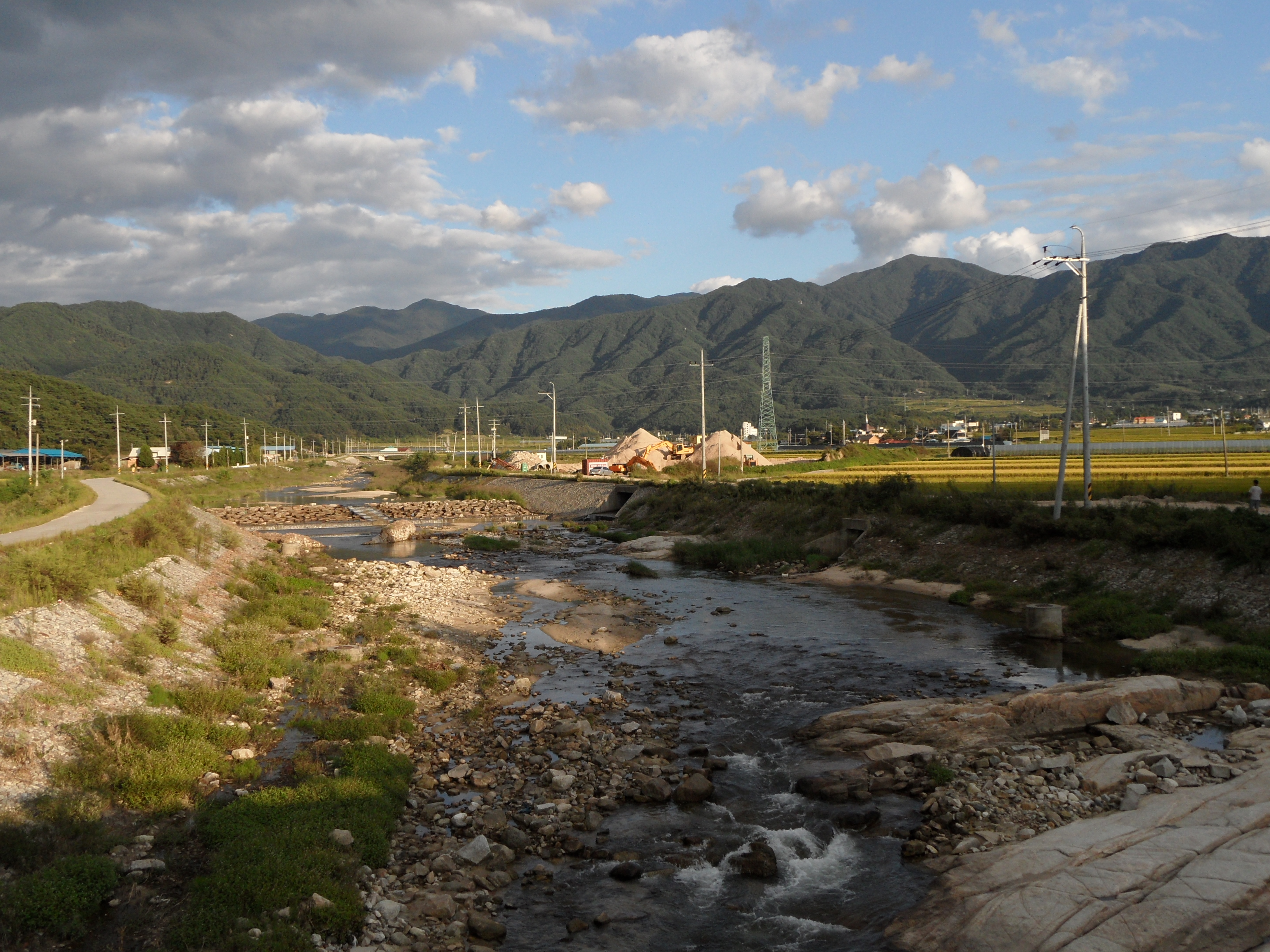
주천면 (2010년)